# Leslie Everett Baynes

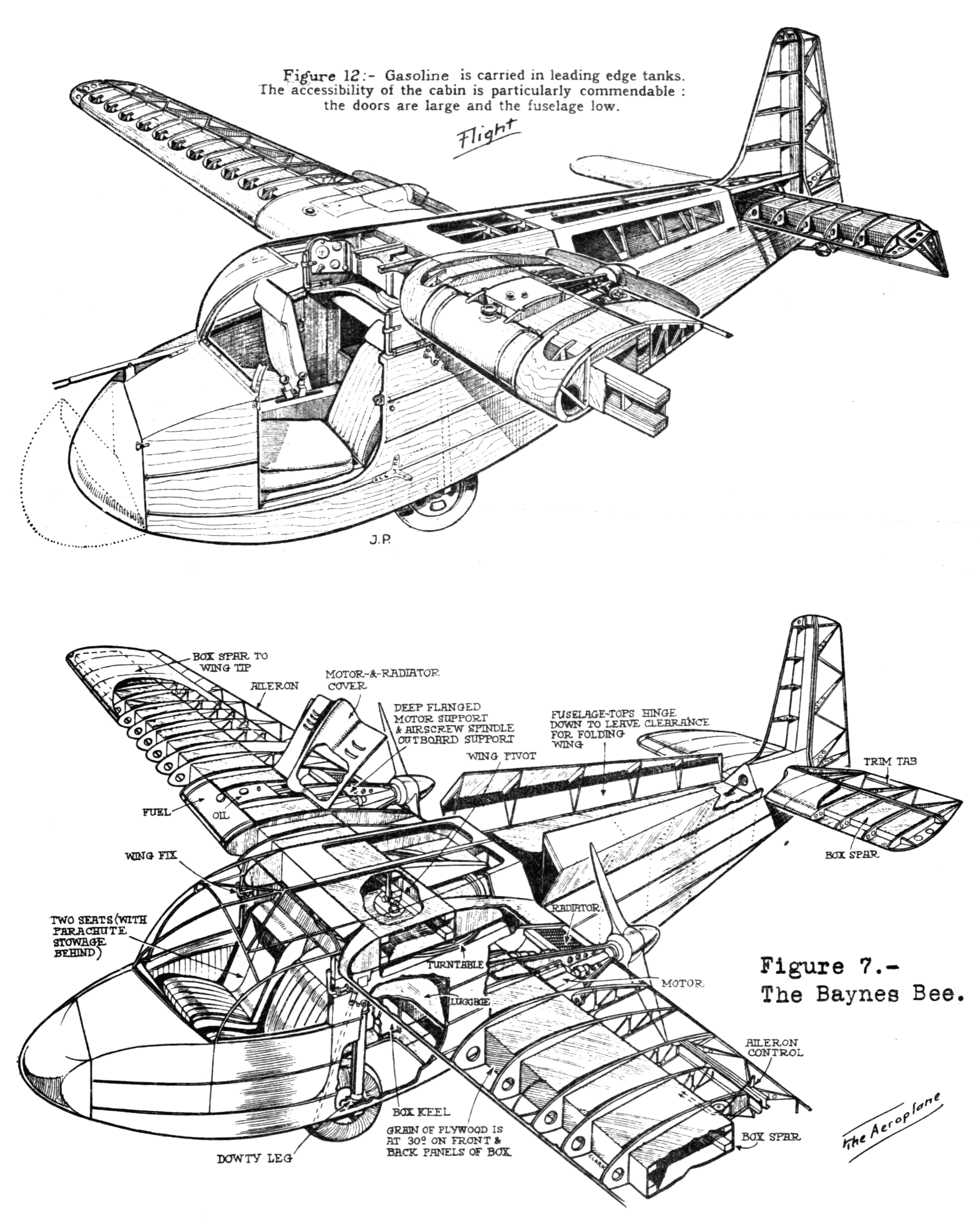
Carden-Baynes Bee

Leslie Everett Baynes, AFRAeS (23 de marzo de 1902 - 13 de marzo de 1989) fue un ingeniero aeronáutico británico.

## Primeros años
Nacido en Barnes, Surrey, en 1902, era hijo de James y Florence Baynes. Se educó en la Escuela Gresham, Norfolk, y abandonó la escuela a la edad de dieciséis años para unirse a una compañía de fabricación de aviones. Desarrolló su capacitación en ingeniería primero en la escuela y luego en la industria.

## Carrera

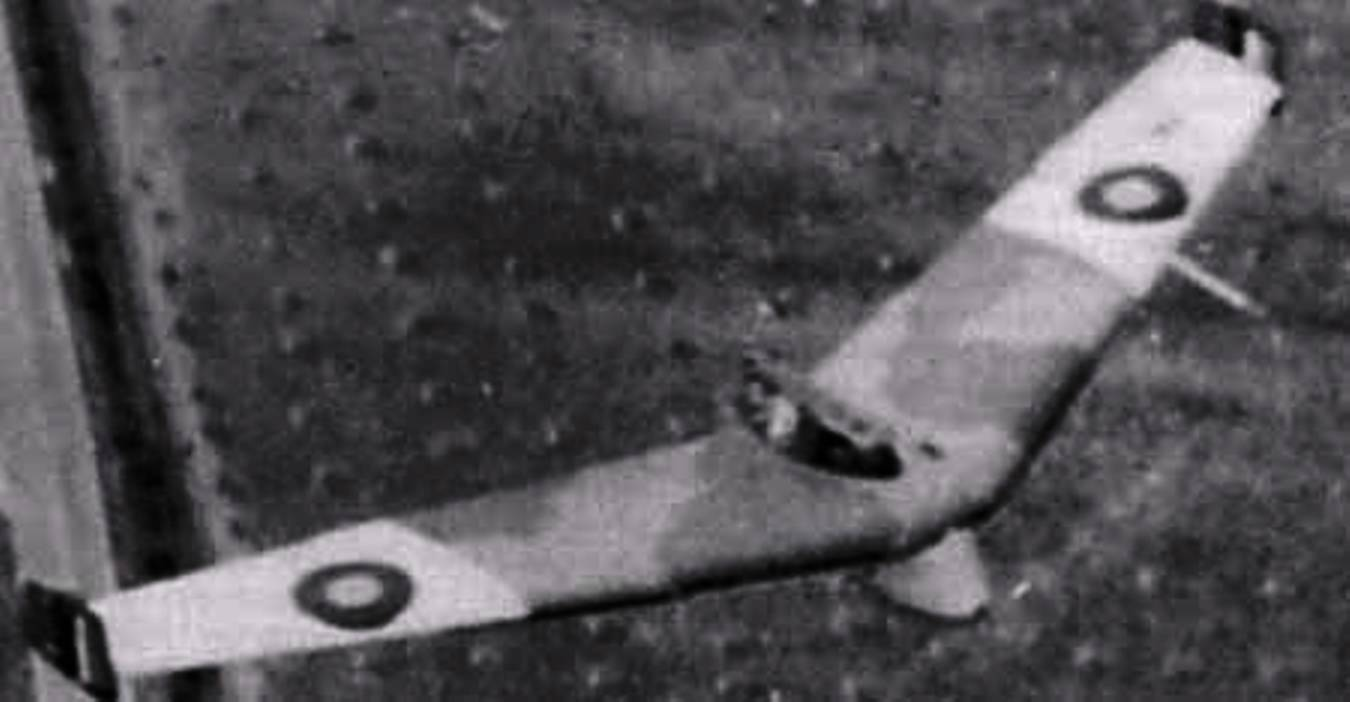
Baynes Bat

Después de dejar la escuela, comenzó a trabajar en la incipiente industria de los aviones con la empresa Airco (The Aircraft Manufacturing Company) en el aeródromo de Hendon. Desde allí, pasó a Short Brothers en Rochester, donde rediseñó el hidroavión Short Singapore.
En 1930, Baynes diseñó el planeador ligero "Scud", construido al principio por Brant Aircraft Limited en Croydon. El Scud tuvo éxito, y en 1931, Baynes se asoció con E.D. Abbott como Abbott-Baynes Sailplanes Ltd, de Farnham, Surrey, para construir los planeadores Scud I, y luego los Scud II (1932). En 1935, un Scud II pilotado por Mungo Buxton logró el récord de Altura Británico para un planeador, con una marca de 8750 pies (2666 m).
En 1935, sir Sir John Carden, una autoridad en el diseño de tanques que estaba interesado en los planeadores, le presentó a Baynes sus requisitos para un planeador capaz de despegar por sí mismo. Baynes diseñó el planeador Scud III, construido por Abbott-Baynes Sailplanes, que cuando una vez equipado con un motor se denominó Carden-Baynes Auxiliary. El avión llevaba un motor Villiers de 249 cc retráctil, montado en la parte superior del fuselaje. El motor, que impulsaba una hélice, rendía 9 bhp, y la capacidad del tanque de combustible era suficiente para hacer funcionar el motor durante treinta minutos. Se piensa que el Auxiliary de 249 cc es el avión de menor potencia en la historia del vuelo con motor.
También en 1935, el Mignet HM.14 Pou du Ciel "Flying Flea", construido y volado por Stephen Appleby, fue rediseñado por Abbott-Baynes Sailplanes, incorporando modificaciones ideadas por Baynes, que había presenciado su aterrizaje forzoso en el aeródromo de Heston. El éxito de la familia de aviones Flying Flea construidos por aficionados surgió de una traducción al inglés del libro de Mignet, The Flying Flea (1935), que muestra a los lectores cómo construir su propio avión en casa. Abbott-Baynes Sailplanes Ltd inició la producción limitada de una versión más desarrollada, llamada "Baynes Cantilever Pou".
Después de la muerte de John Carden en diciembre de 1935, Baynes estableció en abril de 1936 la Carden-Baynes Aircraft en el Aeródromo de Heston, y diseñó el Carden-Baynes Bee, un avión de madera de dos asientos con dos motores Carden-Ford en configuración de empuje, con las hélices orientadas hacia atrás.
Durante la Segunda Guerra Mundial, Baynes fue en el Aeródromo de Heston el asesor de aviación de Alan Muntz & Co, especialistas en sistemas de armas, y organizó una división de aviones de la compañía. En 1941, presentó una propuesta para un ala desmontable con una envergadura de 100 pies (30,5 m) que cuando se montase sobre un carro de combate lo convertiría en un planeador. Este concepto fue desarrollado hasta el famoso prototipo Baynes Bat, con la mayoría de los vuelos de prueba pilotados por el teniente de vuelo Robert Kronfeld.
Baynes también trabajó en diseños para bombarderos de largo alcance. El Bell-Boeing V-22 Osprey era un avión estadounidense muy similar al diseño de un bombardero presentado al gobierno británico por Baynes durante la Segunda Guerra Mundial.
Después de la guerra, en la década de 1940 y 1950, Baynes se dedicó a la investigación en el área de los aviones supersónicos con alas de geometría variable. Así, en 1948, L. E. Baynes AFRAeS fue el primero en patentar en Gran Bretaña, EE. UU. y Canadá, un diseño para un caza supersónico con alas de geometría variable y cola de perfil ajustable. El diseño fue construido y la prueba del túnel de viento se completó con éxito. Sin embargo, debido a las restricciones presupuestarias en ese momento, el diseño no recibió el respaldo del gobierno británico y posteriormente se desarrolló en los Estados Unidos.
 
También diseñó interiores para aviones, inventó el plano de elevación vertical y el hidroala de alta velocidad.
Diseñó el Youngman-Baynes High Lift Research Aircraft, un banco experimental de pruebas de vuelo para el sistema de flaps ranurados inventado por R.T. Youngman. Utilizaba componentes de Percival Proctor, y fue construido por Heston Aircraft Company Ltd. El piloto de pruebas, el teniente de vuelo Ralph S Munday, pilotó el primer vuelo en el aeródromo de Heston el 5 de febrero de 1948, con la serie militar VT789.
Un Scud II construido en 1935 sigue siendo apto para el vuelo, y posiblemente es el planeador capaz de volar todavía más antiguo del Reino Unido.

## Vida posterior
Baynes murió en Swanage cerca de Poole, Dorset, el 13 de marzo de 1989.

## Cronología
- 1919 Patente de la primera hélice de paso variable automático
- 1924–1927 Responsable del diseño aerodinámico del hidroavión Short Singapore
- 1929–1930 Diseño y fabricación del primer planeador totalmente británico capaz de elevarse por sí mismo, el Scud I
- 1933–1935 Planeador Scud II; poseedor del récord de altura británico y ganador del evento internacional
- 1935 Diseño y construcción del Scud III; primer planeador con motor retráctil
- 1937 Diseño del Carden-Baynes Bee, primer monoplano con hélices hacia atrás y los dos motores integrados en las alas
- 1939 Proyecto de sistema de turbina de gas para un avión de 100 pasajeros de largo alcance.
- 1938 Diseño y patente de la primera turbina giratoria V/TOL 'Heliplane'
- 1939–1945 Diseño y construcción para el Ministerio de Suministros de un ala voladora sin cola, el Baynes Bat, para el proyecto de un transporte de tanques preconizado por Winston Churchill; diseño e implementación de la conversión de los bombarderos Boston a aeronaves Turbinlite, misiles submarinos guiados y otras armas y equipos para la Real Fuerza Aérea Británica
- 1946–1948 Diseño y construcción para el Ministerio de Suministros, del Youngman-Baynes High-Lift Research Aircraft
- 1949 Diseño y patente del primer avión de combate con alas de geometría variable para vuelo supersónico (caza de ala batiente)
- 1950–1962 Equipos de avión diseñados y fabricados para las principales compañías de aviones y aerolíneas
- 1963–1964 Diseño y patente de la primera embarcación marítima hidroala de alta velocidad (fabricada en secreto por el ministerio)